# Dyrekøbt Glimmer
Dyrekøbt Glimmer er en dansk stum melodramafilm fra 1911 produceret af Nordisk Films Kompagni og instrueret af Urban Gad efter manuskript af Palle Rosenkrantz.
Filmen havde dansk premiere den 16. november 1911 i Kosmorama i København. 

## Handling
Den fattige skibstømrerdatter Hulda er kærester med den lige så fattige kontorist Aage. En dag møder hun direktør Winckler, der skaffer hende ansættelse på et varietéteater, hvor hun hurtigt bliver berømt. Til trods for hendes mange nye bejlere er Hulda stadigvæk kun interesseret i Aage, der dog ikke kan komme på tale som ægtemand førend han er kommet til penge. Det brændende ønske om at vinde Huldas gunst får Aage til at tage en desperat beslutning.

## Medvirkende
- Johannes Poulsen - Aage Madsen, kontorist
- Frederik Jacobsen - Skibstømrer Rasmussen
- Elna From - Skibstømrer Rasmussens kone
- Emilie Sannom - Hulda, skibstømrerens datter
- Svend Bille - Detektiven
- Victor Fabian - Kontorist
- Ellen Kornbeck - Bella, sangerinde
- Axel Strøm - Direktør von Wilcke
- Otto Lagoni
- Frederik Buch
- William Bewer
- Franz Skondrup
- Axel Boesen
- Ella la Cour
- Julie Henriksen
- Doris Langkilde